# Во, Клотильда де
Клотильда де Во, урождённая Шарлотта Клотильда Жозефина Мари (фр. Clotilde de Vaux; 2 апреля 1815, Париж, Франция — 5 апреля 1846, там же) — французская писательница и поэтесса. Известна как платоническая возлюбленная философа Огюста Конта, вдохновившая его на создание позитивистской «религии человечества», в основу которой лёг культ женственности. После неудачного замужества пыталась зарабатывать на жизнь литературным трудом и печаталась в газете Le National, однако болезнь помешала ей завершить её единственный роман. С 1844 года общалась с Контом, с 1845-го состояла с ним в переписке. В возрасте 31 года умерла от туберкулёза, после чего Конт идеализировал её как образ «музы» и «божества». В Париже именем Клотильды де Во названа улица.

## Биография

### Детство и юность
Датой рождения Шарлотты Клотильды Жозефины Мари принято считать 3 апреля 1815 года, однако на самом деле она родилась 2 апреля. Её родителями были Жозеф-Симон Мари, военный, и Анриетта-Жозефина де Фикельмон, принадлежавшая к разорившемуся аристократическому роду. С 1824 года семья жила в Мерю. По словам первого биографа Клотильды Шарля де Рувра, она с детства отличалась красотой, но вместе с тем росла болезненным и капризным ребёнком. В 1825 году отец послал её в школу для девочек в Париже, где дети обладателей ордена Почётного легиона могли жить и учиться бесплатно. Чтобы туда поступить, требовалось свидетельство о крещении, поэтому Клотильду, чья семья не отличалась религиозностью, спешно крестили в возрасте девяти с половиной лет. Клотильда училась средне, школу не любила и не отличалась примерным поведением. Когда ей исполнилось 19 лет, она с радостью вернулась домой в Мерю. Там она проводила много времени с матерью, образованной и начитанной, от которой, вероятно, и унаследовала склонность к литературе.

### Замужество
В 1834 году Клотильда Мари вышла замуж за Амедея де Во, местного уроженца, недавно вернувшегося во Францию с острова Реюньон, куда он уехал после того, как не доучился в Париже на врача. Де Рувр утверждает, что на её стремление выйти замуж повлияло желание избавиться от тирании и скупости отца, с которым она не ладила. Поскольку ни у Амедея, ни у Клотильды не было собственных средств, родители последней переехали жить в Париж, а молодожёнам оставили дом в Мерю. Кроме того, Жозеф Мари передал Амедею должность сборщика налогов, которую сам занимал в то время. Детей у супругов не было, если не считать выкидыша, случившегося у Клотильды, чьё здоровье по-прежнему оставалось чрезвычайно слабым.
В 1839 году Амедей де Во, тайно игравший в азартные игры, присвоил крупную сумму денег чтобы покрыть долги, после чего бежал в Бельгию, в Льеж. Для Клотильды это стало огромным потрясением. Она приняла решение не отвечать на письма мужа и более не видеться с ним. Амедей де Во уехал в конечном итоге на Антильские острова, и там его след теряется. Однако поскольку развод в то время был запрещён, Клотильда оставалась формально замужем и продолжала носить фамилию де Во. Она не могла ни выйти замуж повторно, ни начать работать: ей это не подобало по социальному статусу (и без того скандальный поступок мужа сильно скомпрометировал её), к тому же она не обладала никакими особыми умениями и вдобавок имела слишком ненадёжное здоровье.

### Переезд в Париж и знакомство с Контом
Клотильда была вынуждена поселиться у родителей в Париже и, как многие женщины того времени, зарабатывать на жизнь литературным трудом. В 1844 году она переехала в отдельную квартиру на улице Пайен, 7 (Андре Терив отмечает, что долгое время «домом Клотильды» ошибочно считался дом № 5 по этой улице). В том же году брат Клотильды Макс познакомил её с Огюстом Контом. Шарль де Рувр, приходившийся Клотильде внучатым племянником, писал, со слов своей бабушки, что при первой встрече Клотильда нашла философа чрезвычайно уродливым; он же, напротив, был очарован ей. Конт начал постоянно бывать у Клотильды и подружился не только с ней, но и с её матерью. Впоследствии, поскольку их встречи всегда происходили не наедине, Конт и Клотильда начали переписываться и с 1845 по 1846 год обменялись примерно сотней писем с каждой стороны. Эта переписка позволяет проследить историю их отношений.
Конт состоял в браке с Каролиной Массен, дочерью бродячих актёров, которая вела лёгкий образ жизни и с которой он познакомился в 1818 году. В 1825 году он вступил с ней в гражданский брак, а затем, по настоянию матери, заключил брак церковный. Однако счастливым их союз не был; по словам самого философа, Каролина не только его не любила, но и не испытывала к нему ни малейшей признательности, давая поводы ко всяческим подозрениям и ревности. После неоднократных побегов жены из дома Конт наконец решился окончательно с ней расстаться. В Клотильде он надеялся обрести то, чего не было в Каролине — доброту, сочувствие, понимание, любовь — тем более что, как ему казалось, их должно было сблизить сходство их предыдущего жизненного опыта: несчастный брак, завершившийся крахом. Однако Клотильда решительно заявила о невозможности ответных чувств, признавшись, что уже два года тайно любит одного человека, и призвала философа забыть о страсти к ней и ограничиться лишь дружбой. Несмотря на обещание обуздать свои чувства и уважать поставленные Клотильдой границы, Конт продолжал писать в письмах к ней, что в мечтах видит её своей достойной супругой. В какой-то момент Клотильда начала колебаться: она написала в ответ, что если Конт готов принять всю ответственность, которую налагает брак, то она доверит ему остаток своей жизни. Но затем, несмотря на радостное согласие философа, взяла свои слова назад, написав, что прошлое всё ещё мучит её и она обманывалась, полагая, что сможет справиться с ним. Разочарование ввергло Конта в глубокое нервное и физическое расстройство, однако он нашёл в себе силы смириться с отсутствием взаимности со стороны Клотильды. Впоследствии философ, идеализируя образ Клотильды, писал, что благодаря ей научился «моральной любви к человечеству» и достиг «высшего нравственного совершенства, того беспрерывного вдохновения всеобщей любовью, которого многие люди, даже знаменитые, никогда не достигали».

### Литературное творчество
В 1845 году в газете Le National была опубликована новелла Клотильды де Во «Люси». Главная героиня имеет много общего с самой Клотильдой, а перипетии её судьбы отчасти напоминают историю Клотильды, поэтому исследователи неоднократно искали в сюжете «Люси» ключ к пониманию психологии и образа мыслей автора. По сюжету Люси, покинутая мужем-мошенником, становится учительницей в Париже и стремится вести самостоятельную уединённую жизнь, избегая общения с мужчинами. Смыслом её жизни становятся чтение, музыка и философия. Вместе с тем Люси — эмансипированная женщина — мечтает о радостях материнства. В конце концов в неё влюбляется сосед, Морис (в чьи уста автор вкладывает речь, осуждающую брачные законы, которые обязывают женщину оставаться связанной с бросившим её мужем), и Люси отвечает ему взаимностью. Однако затем она узнаёт, что её муж арестован, понимает, что настало время завершить роман, заболевает от горя и умирает, а Морис совершает самоубийство. Таким образом, Люси в этой мелодраматической истории становится жертвой социальной несправедливости.
Впоследствии де Во получила предложение вести еженедельную рубрику в Le National на тему женского образования, а также писать рецензии на романы, созданные авторами-женщинами. Это давало ей как заработок, так и долгожданную возможность применить свои способности. В то же время она работала над романом «Willelmine». Написанный от первого лица, он имел частично автобиографический характер, хотя на его создание писательницу вдохновило творчество Жорж Санд. В этом своеобразном «романе воспитания» главная героиня, свободная и эмансипированная Виллельмина, писательница и поэтесса, постепенно осознаёт, что преданность науке и искусству заставила её забыть об истинном предназначении женщины — замужестве и материнстве. Роман остался незавершённым, однако планировалась, что в конце героиня обретёт спокойствие и счастье в кругу семьи и примет социальные конвенции и институты, против которых бунтовала прежде. Образ Виллельмины полон противоречий, что, возможно, отражало характер и взгляды самой де Во. Помимо новелл и незаконченного романа, де Во принадлежит также сборник стихотворений «Les Pensées d’une fleur» («Мысли цветка»).

### Болезнь и смерть
11 октября 1845 года де Во и Конт впервые отправились вместе послушать оперу: «Лючию ди Ламмермур» Доницетти. Вечером после представления Клотильде стало плохо, и она начала кашлять кровью. Затем у неё начались лихорадка, мигрени и бессонница. Врачи, не распознав чахотку, решили, что у неё проблемы с сердцем и назначили лечение, от которого ей стало хуже. Конт прислал к ней свою служанку, Софи Блио, чтобы та ухаживала за больной. Он предлагал Клотильде переселиться к нему, но она отказалась. После кратковременного улучшения Клотильде вновь стало хуже в январе 1846 года. Тем не менее она продолжала работу над романом, который непременно хотела увидеть опубликованным. В конце февраля её состояние резко ухудшилось, а прописанное лечение по-прежнему приносило лишь вред. 8 марта она написала своё последнее письмо Конту. 5 апреля 1846 года её не стало; по словам Конта, находившегося в это время рядом с возлюбленной, перед смертью она пятикратно повторила: «Помните, что я страдаю незаслуженно». 7 апреля Клотильда была похоронена на кладбище Пер-Лашез.

## Память
По словам Владимира Соловьёва, после смерти Клотильды «восторженная любовь К[онта] к этой женщине перешла в мистический культ, сделавшийся настоящей основой новой „позитивной“ религии». В память о ней он поклонялся «алтарю», которым стало для него кресло, на котором обычно сидела Клотильда, когда бывала у него, и «реликвиям» (локону волос Клотильды и полученным от неё искусственным цветам), а в качестве молитв читал стихи и фрагменты их переписки. В своих последующих сочинениях Конт писал о Клотильде как о «божестве» и «музе», превратив культ женственности в одну из основ «религии человечества». Она трансформировалась для него в собирательный образ идеальной женщины, матери всего человечества.
В Париже, в XI округе, существует улица, названная в честь Клотильды де Во (rue Clotilde-de-Vaux). На этой улице установлен её бронзовый бюст. Кроме того, в 1902 году на Площади Сорбонны был установлен памятник Огюсту Конту работы Жана-Антуана Энжальбера. Слева от фигуры самого Конта изображена Клотильда де Во в образе Мадонны с младенцем, одновременно представляющая собой аллегорию Человечества. Справа — аллегорическая фигура, изображающая представителей рабочего класса в процессе интеллектуального самосовершенствования.